# Lajos Kocsis
Lajos Kocsis (Szeged, 18 de junho de 1947 - 9 de outubro de 2000) foi um futebolista húngaro, campeão olímpico. 

## Carreira
Lajos Kocsis fez parte do elenco medalha de ouro, nos Jogos Olímpicos de 1968.

## Ligações Externas
- Perfil em Fifa.com (em inglês)